# Jasmine Demraoui
Jasmine Demraoui (en arabe : جاسمين دمراوي), née le 21 janvier 2004 à Saint-Claude, est une footballeuse franco-marocaine qui joue au poste d'attaquante à l'US Saint-Vit.
En parallèle du football traditionnel, elle pratique également le futsal au club de Besançon Académie Futsal. Jasmine Demraoui représente le Maroc au niveau international.

## Carrière en club

### Formation au Jura Sud Foot
Jasmine Demraoui est formée au Jura Sud Foot, club basé à Molinges dans le Jura. Ses performances en club lui ont permis d'être convoquée plusieurs fois en sélection régionale de jeunes,.
Avec les seniors, elle parvient avec son équipe à accéder à la Régional 1 après avoir terminé championne de Régional 2 à l'issue de la saison 2022-2023.

### Avec Saint-Vit (depuis 2024)
Après plusieurs saisons du côté de son club formateur, le Jura Sud Foot, Jasmine Demraoui reste dans la région en s'engageant avec l'US Saint-Vit. Elle dispute son premier match sous ses nouvelles couleurs, le 22 septembre 2024 en entrant en jeu contre l'équipe réserve de l'AJ Auxerre dans le cadre de la deuxième journée du championnat régional 1. La rencontre se solde par un match nul (1-1) et c'est elle qui inscrit le but égalisateur.
Pour sa première saison avec le club saint-vitois, elle remporte la Coupe régionale après une victoire en finale face à l'Is-Selongey (3-0).

### Futsal avec le Besançon Académie
Jasmine Demraoui bénéficie de la double licence qui lui permet de pratiquer le futsal en plus du football traditionnel, au club de Besançon Académie Futsal. Ses résultats et ses qualités avec le club bisontin lui ouvrent les portes de la sélection régionale.
Avec son club, elle remporte le championnat régional futsal de la saison 2023-2024 après que son équipe se soit imposée en finale face au FC Vesoul.

#### Participation au Mondial Futsal de Nantes
Durant le mois de juin de l'année 2025, Jasmine Demraoui qui est sollicitée par le Sporting Paris, dispute le « Mondial Futsal féminin », un tournoi international qui se déroule chaque année sur deux jours à Nantes et qui voit la participation de 24 clubs. Son équipe se classe à la 18ème place. Demraoui dispute l'ensemble des matchs du tournoi, inscrit deux buts et est désignée « joueuse du match » à six reprises.

## Carrière internationale

### Équipe du Maroc futsal
Ses performances en club avec le Besançon Académie Futsal lui permettent d'être appelée en équipe du Maroc futsal.
Elle reçoit durant le mois de juillet 2024, une convocation de la part du sélectionneur Adil Sayeh pour prendre part à plusieurs stages de pré-sélections. Puis elle est retenue pour disputer le tournoi international de Xanxerê au Brésil qui a lieu le mois suivant,. C'est d'ailleurs durant ce tournoi qu'elle fait ses débuts avec la sélection marocaine le 6 août 2024 en étant alignée dans le cinq de départ face au Brésil. Elle inscrit son premier but international quelques jours après en ouvrant le score face à l'Argentine. Le Maroc termine à la 4e place dudit tournoi et Demraoui prend part à l'ensemble des rencontres.
Le mois qui suit, l'équipe nationale se déplace à Madrid pour affronter l'Espagne dans une double confrontation amicale les 10 et 11 septembre. Le Maroc s'incline lors des deux rencontres. La première, sur le score de 10-1, tandis que la deuxième voit les Espagnoles s'imposer 6 à 0. Demraoui participe aux deux rencontres.
Le Maroc reçoit par la suite le Bahreïn et l'Ouzbékistan en matchs de préparation. Jasmine Demraoui inscrit un doublé face aux Bahreïnies. Le mois qui suit, elle est de nouveau convoquée pour disputer deux doubles confrontations amicales respectivement face à l'Irak et la République tchèque. Demraoui s'illustre face aux Irakiennes avec un doublé le 29 novembre 2024 et inscrit également deux buts face aux Tchèques le 5 décembre 2024.

#### Coupe d'Afrique des nations 2025: Le Maroc sacré
Dans le cadre des préparations à la CAN 2025, le Maroc reçoit le Sénégal pour deux matchs amicaux, les 25 et 26 mars au Complexe Mohammed VI. Demraoui qui participe à cette double confrontation, inscrit cinq buts lors de la première manche et marque un but lors de la deuxième.
Le 12 avril 2025, la fédération marocaine annonce la liste des joueuses sélectionnées pour disputer la CAN. Jasmine Demraoui fait partie des joueuses retenues par Adil Sayeh,. Après s'être imposé face à la Namibie (8-1) et le Cameroun (7-1) en phase de groupe, le Maroc élimine l'Angola en demi-finale (5-1) et décroche ainsi sa qualification pour la Coupe du monde 2025. Le Maroc remporte le tournoi après avoir vaincu la Tanzanie en finale (3-2),,,. Jasmine Demraoui, qui participe à toutes les rencontres, inscrit un doublé face à la Namibie, marque un des buts face à l'Angola et inscrit le but victorieux face à la Tanzanie. Grâce à ses performances, la CAF lui décerne le titre de meilleure joueuse de la compétition.

#### Coupe du monde 2025
Dans le cadre des préparations à la Coupe du monde 2025, elle est sélectionnée pour participer à un tournoi international en Croatie du 18 au 22 juin 2025. Le Maroc termine troisième de ce tournoi après deux victoires contre la Croatie (3-2) et contre le Groenland (5-0) et deux défaites contre la Pologne (4-1) et la République tchèque (3-0). Jasmine Demraoui marque 3 buts et est nommée dans l'équipe-type du tournoi.
Quelques semaines plus tard, elle reçoit une convocation pour participer au tournoi international au Brésil organisée dans la ville de Xanxerê du 20 au 24 août 2025. Ledit tournoi connait la participation du pays organisateur, de la Colombie et du Guatemala.

## Statistiques

### En club (football)
Le tableau suivant recense les statistiques de Jasmine Demraoui en club (football) : 

| Saison                | Club                  | Championnat           | Championnat | Championnat | Coupe(s) nationale(s) | Coupe(s) nationale(s) | Autres compétitions | Autres compétitions | Autres compétitions | Total | Total |
| Saison                | Club                  | Division              | M.          | B.          | M.                    | B.                    | Comp.               | M.                  | B.                  | M.    | B.    |
| 2019-2020             | Jura Sud              | Régional 3            | -           | -           | -                     | -                     | -                   | -                   | -                   | 0     | 0     |
| 2020-2021             | Jura Sud              | District 1            | 1           | -           | -                     | -                     | -                   | -                   | -                   | 1     | 0     |
| 2021-2022             | Jura Sud              | District 1            | 8           | -           | 3                     | -                     | -                   | -                   | -                   | 11    | 0     |
| 2022-2023             | Jura Sud              | Régional 2            | -           | -           | -                     | -                     | -                   | -                   | -                   | 0     | 0     |
| 2023-2024             | Jura Sud              | Régional 1            | 20          | 11          | 4                     | 2                     | -                   | -                   | -                   | 24    | 13    |
| Sous-total            | Sous-total            | Sous-total            | 29          | 11          | 7                     | 2                     | -                   | -                   | -                   | 36    | 13    |
| 2024-2025             | US Saint-Vit          | Régional 1            | 13          | 9           | 2                     | 1                     | CR                  | 2                   | 0                   | 17    | 10    |
| Total sur la carrière | Total sur la carrière | Total sur la carrière | -           | -           | -                     | -                     | -                   | -                   | -                   | 0     | 0     |

### En club (futsal)
Le tableau suivant recense les statistiques de Jasmine Demraoui en club (futsal) : 
| Saison                | Club                  | Championnat           | Championnat | Championnat | Coupe(s) nationale(s) | Coupe(s) nationale(s) | Total | Total |
| Saison                | Club                  | Division              | M.          | B.          | M.                    | B.                    | M.    | B.    |
| 2022-2023             | Besançon AF           | Régional 1            | 3           | 3           | -                     | -                     | 3     | 3     |
| 2023-2024             | Besançon AF           | Régional 1            | 13          | 15          | -                     | -                     | 13    | 15    |
| 2024-2025             | Besançon AF           | Régional 1            | 5           | 16          | 2                     | 2                     | 7     | 18    |
| Total sur la carrière | Total sur la carrière | Total sur la carrière | 21          | 34          | -                     | -                     | 21    | 34    |

## Palmarès
US Saint-Vit
- Coupe de Bourgogne-Franche-Comté
  - Vainqueur : 2025

 Équipe du Maroc futsal
- Coupe d'Afrique des nations :
  -  Championne : 2025
- Tournoi de Croatie « Futsal Week » : 
  -  3e place : 2025

### Distinctions individuelles
- Joueuse du match face à la Namibie (CAN futsal 2025)[26].
- Meilleure joueuse de la CAN futsal 2025[27].
- Nommée dans l'équipe-type du tournoi de Croatie « Futsal Week » 2025